# Слепцов, Алексей Алексеевич
Алексей Алексеевич Слепцов — советский хозяйственный, государственный и политический деятель, Герой Социалистического Труда.

## Биография
Родился в 1940 году в селе Покровское. Член КПСС.
С 1964 года — на хозяйственной, общественной и политической работе. В 1964—1991 гг. — тракторист колхоза имени Калинина Воловского района Тульской области.
Указом Президиума Верховного Совета СССР от 11 декабря 1973 года присвоено звание Героя Социалистического Труда с вручением ордена Ленина и золотой медали «Серп и Молот».
Делегат XXV съезда КПСС.
Умер в Покровском в 2000 году.

## Награды
- Герой Социалистического Труда (11.12.1973)
- орден Ленина (08.04.1971; 11.12.1973)
- орден Октябрьской Революции (25.12.1976)
- орден «Знак Почёта» (22.03.1966)